# Aleksander Čeferin
Aleksander Čeferin, slovenski odvetnik in nogometni funkcionar, * 13. oktober 1967, Ljubljana.
Septembra 2016 je postal predsednik Evropske nogometne zveze (UEFA), pred tem je opravljal funkcijo predsednik Nogometne zveze Slovenije. 

## Življenjepis
Izhaja iz odvetniške družine Čeferin, kjer so bili pravniki tako njegov oče Peter Čeferin, kot tudi dedek Emil Čeferin. Tudi njegov brat Rok je odvetnik in trenutno predsednik Ustavnega sodišča Republike Slovenije. Sestra Petra je arhitektka in profesorica na Fakulteti za arhitekturo Univerze v Ljubljani.
Diplomiral je na ljubljanski pravni fakulteti iz kazenskega prava. V svoji pravni karieri je kot mlad odvetnik že zelo zgodaj opozoril nase, ko je kot zagovornik nastopal v odmevnih primerih. Bil je med drugim zagovornik Zorana Jankovića ter družine Strojan. Vodil je tudi družinsko odvetniško družbo Čeferin.

### Predsednik Nogometne zveze Slovenije
V nogometne vode je prvič vstopil leta 2006 in sicer kot član odbora NK Olimpije Ljubljana do leta 2011, ko je bil izvoljen za predsednika Nogometne Zveze Slovenije in je s tem nasledil Rudija Zavrla na tej funkciji, ki jo je opravljal do leta 2016.

### Predsednik Evropske nogometne zveze
Leta 2016 je bil izvoljen za predsednika Združenja evropskih nogometnih zvez (UEFA), februarja 2019 je dobil na kongresu soglasno podporo za štiriletni mandat.